# Alpes de Gurktal
Les Alpes de Gurktal (en allemand : Gurktaler Alpen) sont un massif  des Alpes orientales centrales. Elles s'élèvent en Autriche (principalement le land de Carinthie, mais également land de Salzbourg et land de Styrie). La rivière Gurk prend sa source au sein du massif et le traverse vers l'est, et ainsi, la vallée (Tal) lui donne son nom.
Elles sont traditionnellement comprises dans les Alpes noriques. L'Eisenhut, d'une altitude de 2 441 m, est le point culminant du massif.

## Géographie

### Situation
Le massif s'étend de la Mur au nord à la vallée de la Drave et au bassin de Klagenfurt au sud. Il est entouré des Niedere Tauern au nord, des Alpes de Lavanttal à l'est, des Karavanke au sud, des Alpes de Gailtal au sud-ouest et des Hohe Tauern à l'ouest.
Il est formé par les chaînons des montagnes de Nock (ouest et sud-ouest), des montagnes de Metnitz (centre et nord), des montagnes de Mödring (est) et des montagnes de Wimitz (sud-est).

### Sommets principaux

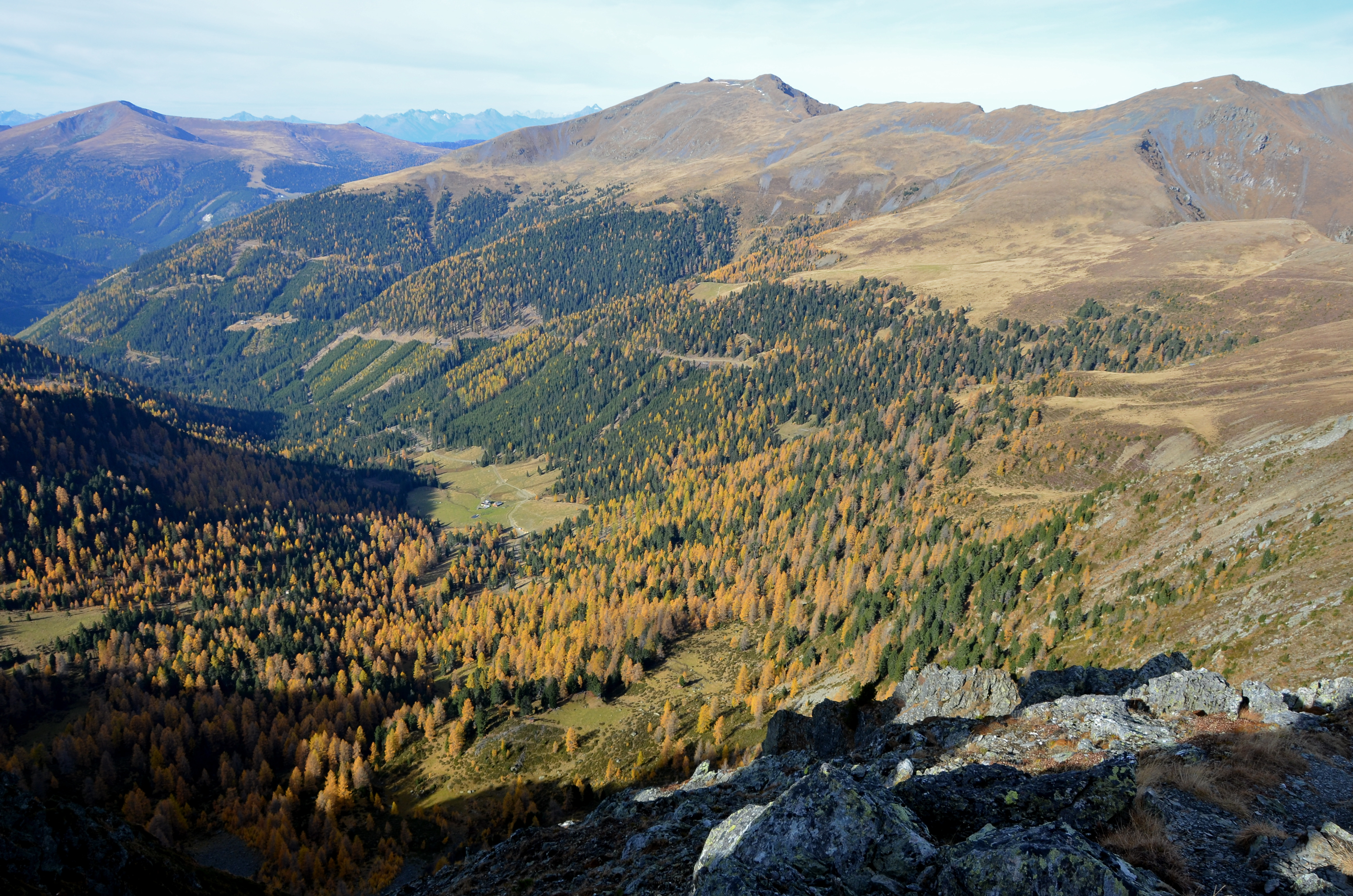
L'Eisenhut dans les montagnes de Nock.

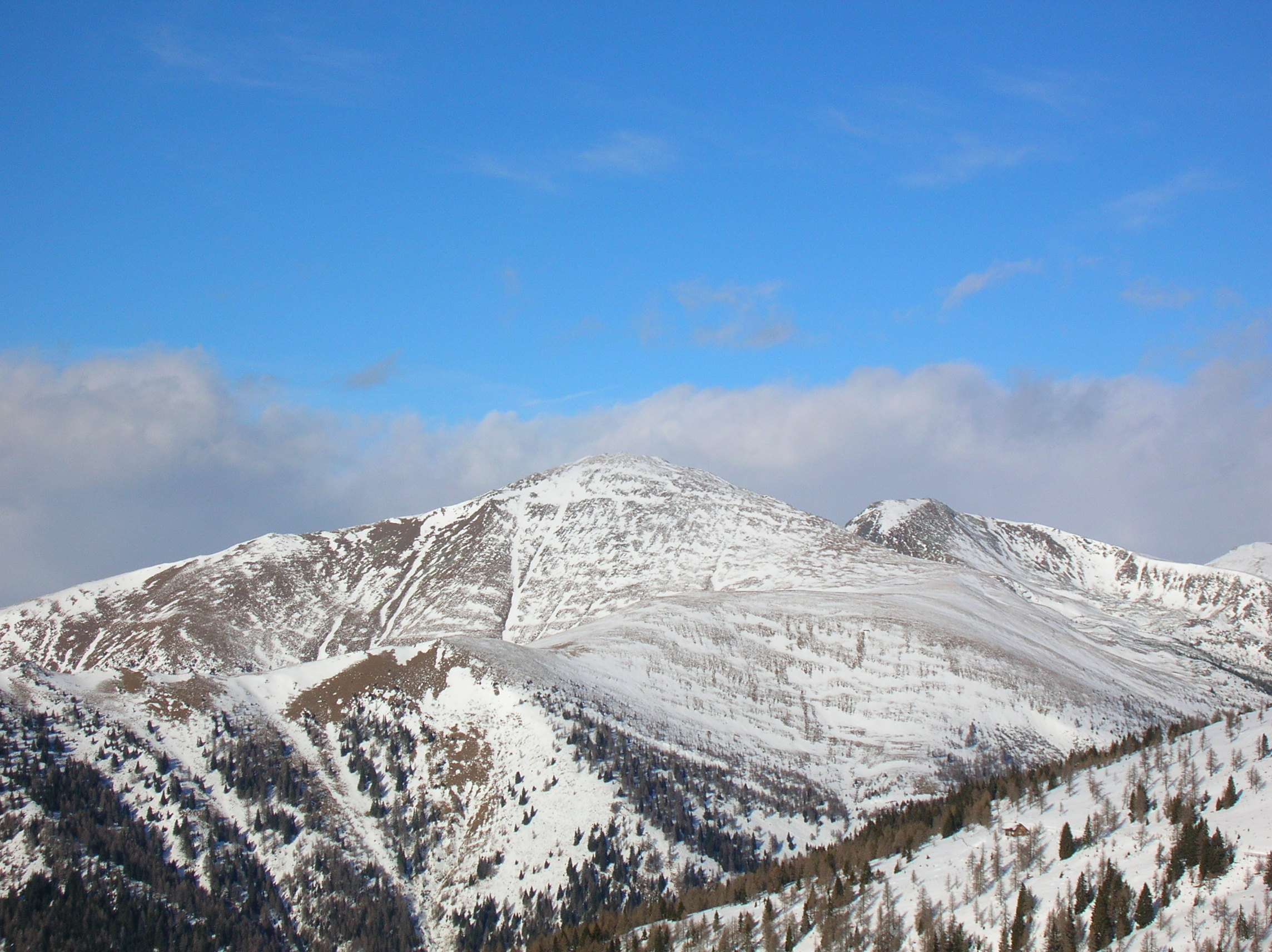
Grosse Rosennock et Kleine Rosennock.

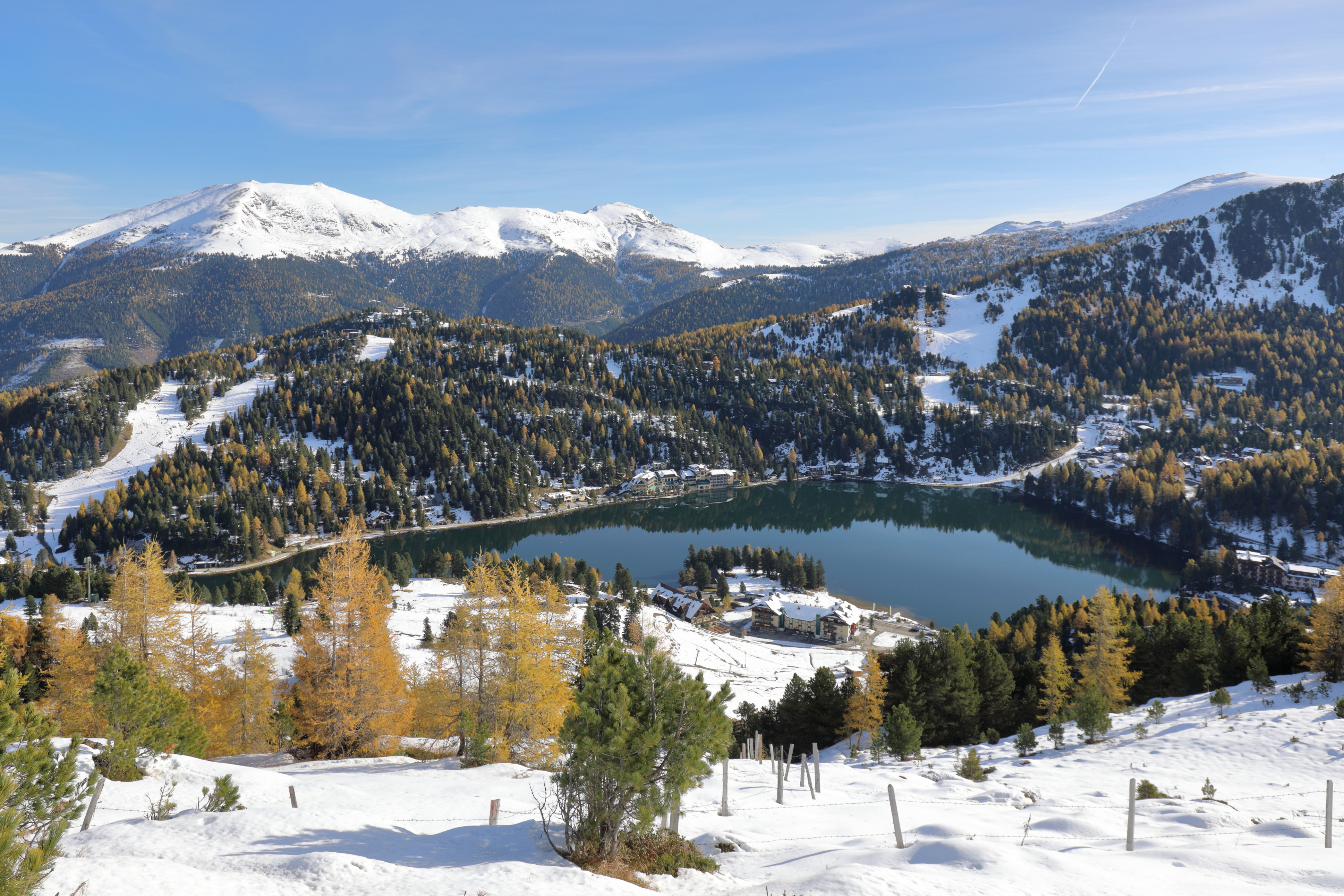
Le lac de Turrach.

- Eisenhut, 2 441 m
- Grosse Rosennock, 2 440 m
- Kilnprein, 2 408 m
- Hohe Pressing, 2 370 m
- Grosse Königstuhl, 2 336 m
- Rinsennock, 2 334 m
- Klomnock, 2 331 m
- Brettkogel, 2 320 m
- Plattnock, 2 316 m
- Falkerspitze, 2 310 m
- Moschelitzen, 2 310 m
- Kleine Königstuhl, 2 234 m
- Mallnock, 2 226 m
- Würflingerhohe, 2 195 m
- Pranker Höhe, 2 166 m
- Wöllaner Nock, 2 145 m
- Millstätter Alpe, 2 091 m
- Hirchstein, 2 047 m

## Activités
Le massif a gardé les traditions de l'alpage montagnard sur ses doux versants. La structure géologique a permis le développement d'activités minières, notamment de fer et d'argent ; aujourd'hui encore, l'extraction de la magnésite est effectuée à la ville de Radenthein. À l'heure actuelle, le tourisme constitue le secteur économique le plus important.

### Stations de sports d'hiver
- Afritz am See
- Bad Kleinkirchheim
- Falkert
- Gerlitzen
- Glödnitz
- Innerkrems
- Katschberg
- Kreischberg
- Sankt Georgen ob Murau
- Seeboden
- Steindorf am Ossiacher See
- Turracher Höhe

### Environnement

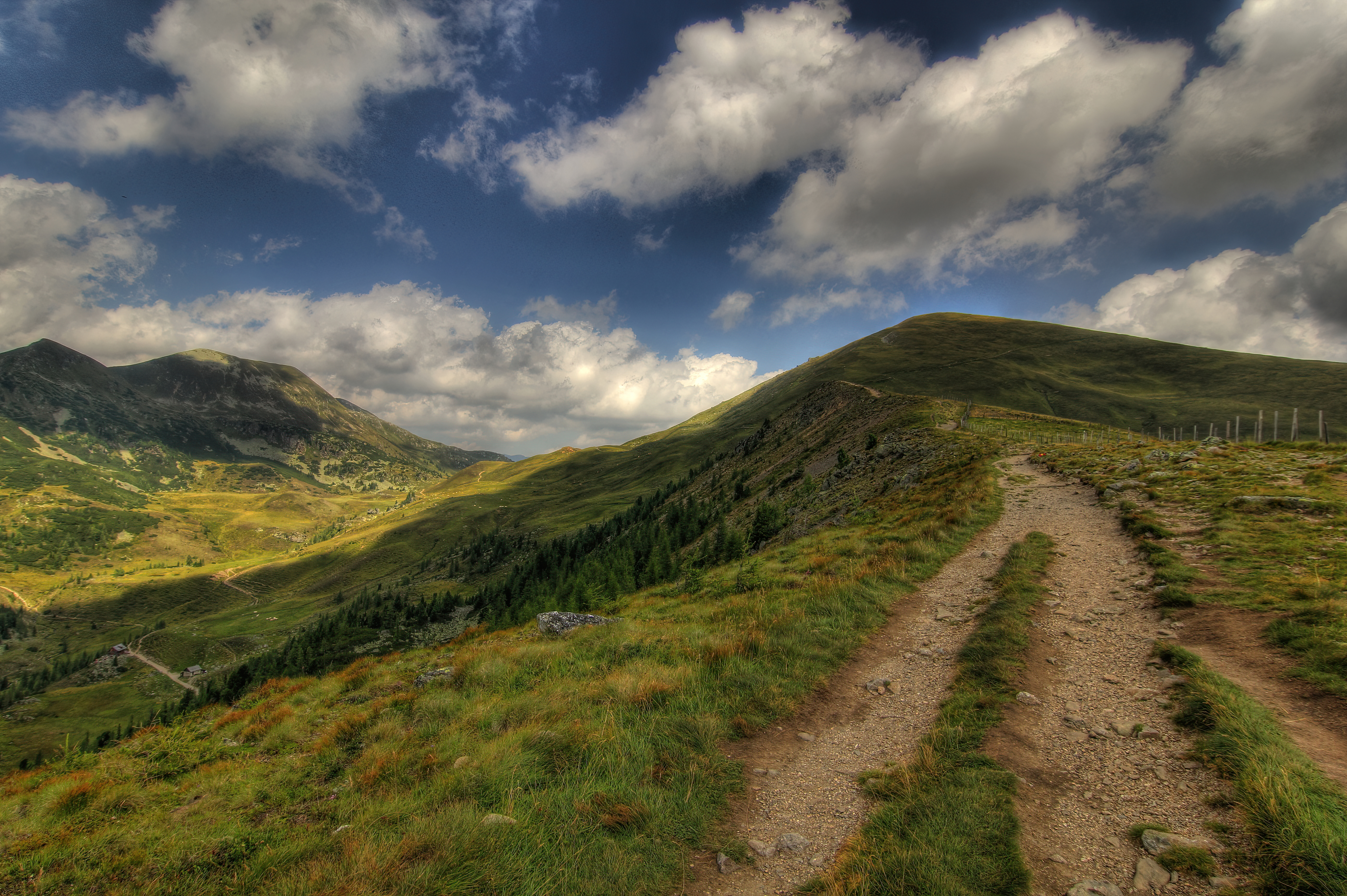
Sentier de randonnée dans les montagnes de Nock.

Le parc national des montagnes de Nock (Nationalpark Nockberge) recouvre tout l'ouest du massif, exclusivement dans le land de Carinthie. Il a été ouvert le 1er janvier 1987, après qu'un projet de développement touristique des sports d'hiver a d'abord été envisagé, mais a reçu un accueil défavorable de la part de la population locale. Celle-ci préférait miser sur la science et le développement de l'économie régionale. La faune caractéristique, la flore et les traditions régionales devaient été préservées et promues.
Sa superficie est de 216 km2, dont 100 km2 pour la zone principale incluant les sommets et les alpages d'altitude. Une route de montagne à péage, la Nockalmstraße ouverte en 1981, passe par la zone, reliant Innerkrems et la vallée de la Lieser à Reichenau dans la vallée de la Gurk.
Bien qu'elle ait été désignée « parc national », la zone protégée a été classifiée comme « paysage protégé » (catégorie V) par l'Union internationale pour la conservation de la nature (UICN). Le 16 novembre 2004, le comité du parc a pris la décision unanime de transformer le parc national en réserve de biosphère, conjointement avec la région voisine du Lungau en Salzbourg.